# Braunschweiger Straße 106 (Magdeburg)

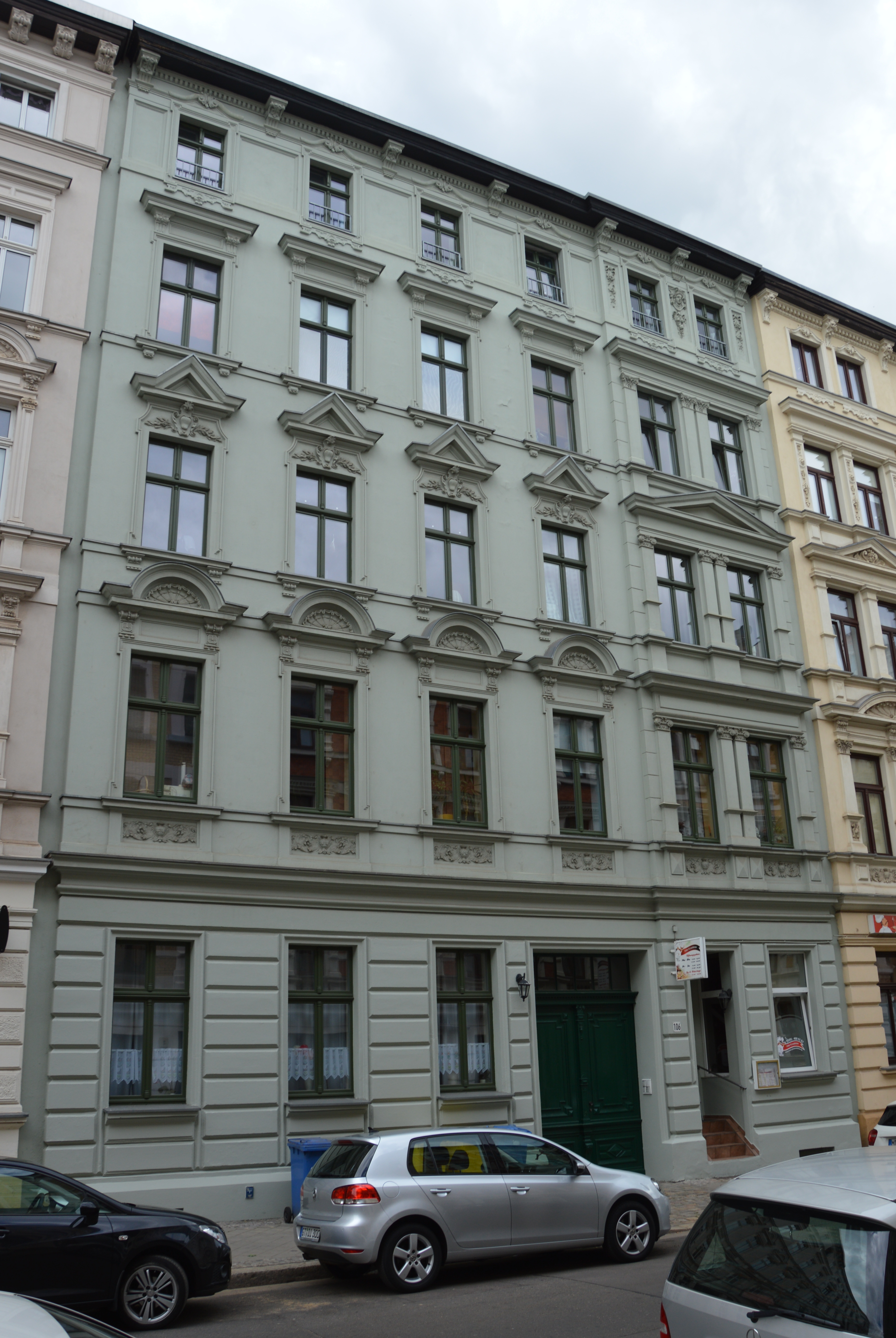
Braunschweiger Straße 106

Das Haus Braunschweiger Straße 106 ist ein denkmalgeschütztes Wohnhaus in Magdeburg in Sachsen-Anhalt.

## Lage
Es befindet sich auf der Westseite der Braunschweiger Straße. Nördlich grenzt das gleichfalls denkmalgeschützte Haus Braunschweiger Straße 105, südlich das Haus Braunschweiger Straße 107 an. Das Gebäude gehört als  Einzeldenkmal zum Denkmalbereich Braunschweiger Straße 1–10, 98–108.

## Architektur und Geschichte
Das fünfgeschossige repräsentative Gebäude wurde, wie auch seine Nachbarhäuser, im Jahr 1889 für den Bildhauer G. Zabel errichtet. Der Entwurf stammte vom Architekten Hugo Bahn. Die sechsachsige Fassade des verputzten Hauses wurde im Stil des Neobarock gestaltet. Auf der rechten Fassadenseite treten die beiden äußeren Achsen als flacher Risalit hervor.
Im Denkmalverzeichnis für Magdeburg ist das Wohnhaus unter der Erfassungsnummer 094 81945 als Baudenkmal verzeichnet.
Das Gebäude gilt als Teil der erhaltenen gründerzeitlichen Häuserzeile als prägend für das Straßenbild und wichtiges Dokument für die bauliche Entwicklung Sudenburgs in der Bauzeit.